# Joseph Casey
Joseph Casey, född 17 december 1814 i Washington County, Maryland, död 10 februari 1879, var en amerikansk jurist och politiker (whig). Han var ledamot av USA:s representanthus 1849–1851.
Casey studerade juridik och inledde 1838 sin karriär som advokat i Pennsylvania. I representanthuset blev han invald i kongressvalet 1848. Casey efterträdde 1849 James Pollock som ledamot av USA:s representanthus och efterträddes 1851 av James Gamble.
Casey tjänstgjorde senare som domare. Han avled 1879 och gravsattes på Oak Hill Cemetery i Washington, D.C.